# برنارد چارلز گوردون لنوکس
برنارد چارلز گوردون لنوکس (انگلیسی: Bernard Gordon Lennox; ۱۹ سپتامبر ۱۹۳۲ – ۲۷ دسامبر ۲۰۱۷) فرد نظامی اهل بریتانیا بود. وی همچنین برندهٔ جوایزی همچون نشان حمام و نشان امپراتوری بریتانیا شده‌است.